# Yengejeh (ort i Iran)
Yengejeh (persiska: يِنگِجِۀ رِضا بِيگلو, ينگجه, Yengejeh-ye Reẕā Beyglū) är en ort i Iran.   Den ligger i provinsen Ardabil, i den nordvästra delen av landet, 400 km nordväst om huvudstaden Teheran. Yengejeh ligger 1 608 meter över havet och antalet invånare är 403.
Terrängen runt Yengejeh är kuperad åt nordväst, men åt sydost är den platt. Terrängen runt Yengejeh sluttar brant österut. Runt Yengejeh är det ganska tätbefolkat, med 139 invånare per kvadratkilometer. Närmaste större samhälle är Ardabil, 16,8 km öster om Yengejeh. Trakten runt Yengejeh består i huvudsak av gräsmarker.